# 月震

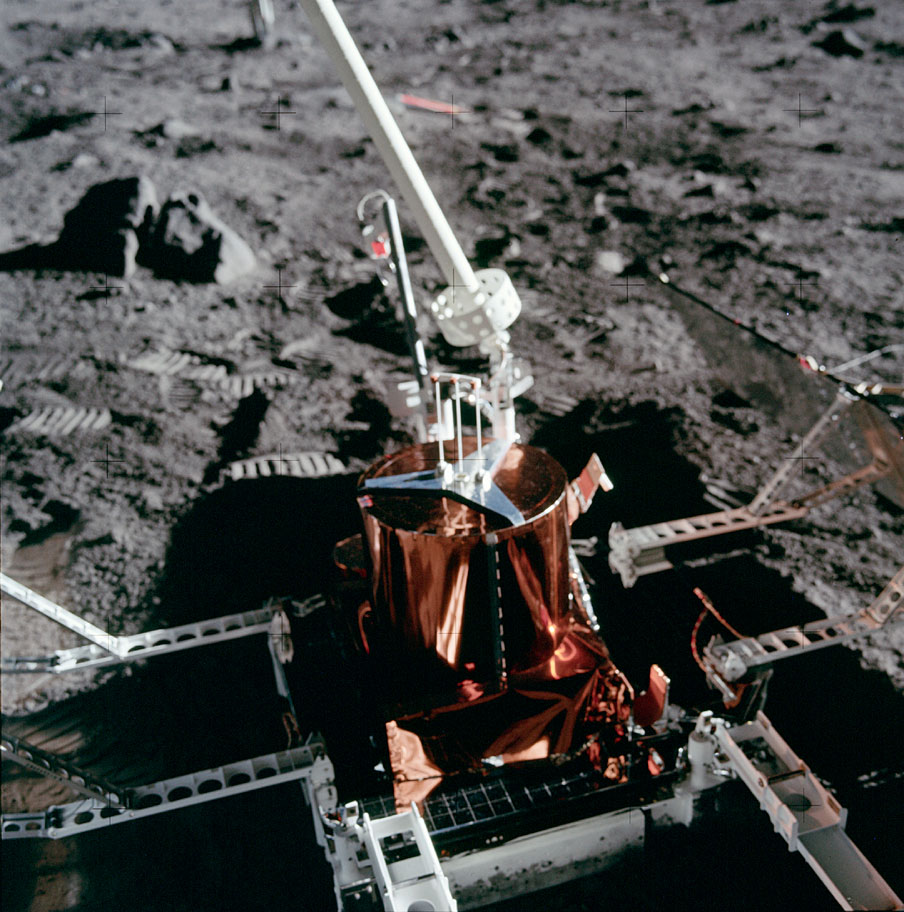
アポロ11号が設置した月震計

月震（げっしん）とは、月に起こる地震のことである。
地球で起きるのが地震 (earthquake) なので、研究者の間で俗称としてmoonquakeという言葉ができ、それを日本語訳した呼称である。なお、earthquakeのearthは大地という意味であり、「地球」という意味ではない。

## 歴史
1969年にアポロ11号が月面に地震計を設置したことによって、月にも地殻変動が起こっていることが発見された。このときの地震計は太陽電池を動力源とし、保温カバー等が無かったため、1ヶ月程で運用を終了してしまった。
その後月面に着陸したアポロ12号、14号、15号、16号が地震計を月面へと設置している。このときは保温カバーが付けられ、長期間の観測が可能となった（なお、アポロ17号も地震計に準じた重力測定装置を搭載している）。
これらの地震計による観測は1977年まで行われ、観測時間は通算8年10ヶ月、12558回の地震が記録された。これが現在のところ月震に関する観測データのすべてである。

## 特徴
このように、限られた観測データから判明している月震の特徴には、次のような点がある。
まず、月震は揺れのピークに達するまでの時間が長く、時に数十分もかかることがある。揺れがおさまるまでの時間も長く、数時間も揺れが続くこともある。
また、震動波形を見ても、浅発月震を除けば実体波（P波、S波）、表面波（レイリー波、ラブ波）の区別がはっきりせず、上下動・東西動・南北動といった揺れの方向別の震動波形を見ても、3つの要素で振幅が大きく違い、関連性も薄い。このことから、月の地殻は地球のように明確な層に分かれておらずバラバラであるため、地震波が散乱されてしまうこと、地震波の減衰が地球に比べてかなり少ないことなどが分かった。
周波数が1ヘルツ程度の長い周期の波が強い。
また、最大規模の月震でもエネルギーは地球の最大規模の地震の100万分の1以下であり、マグニチュード4程度である。

## 分類
これまでに記録された月震は大きく5つに分類されているが、記録された月震のうち半分以上の7633回は分類されていない。
深発月震
深さ800-1100キロメートルのところで起こっていると推定されている月震でマグニチュード1-2程度と小さい。アポロ計画で観測された地震のうち3145回がこれに分類されている。いくつかの決まった震源で発生し、波形に特徴がありそれによってグループ分けされている。グループはApolloの頭文字をつけてA1、A2、…と名付けられており、109グループに分類されている。そのうちもっとも活発なグループはA1である。震源はほとんどが月の表側（地球に向いている側）にある。その発生頻度や規模の変動が月の公転周期や秤動の周期に従っていることから地球や太陽からの潮汐が原因で起こっているものと考えられている。
浅発月震
深さ300キロメートルのところで起こっていると推定されている月震でマグニチュード3-4程度と大きい。アポロ計画で観測された地震のうちでは28回と非常に少ない。発生数が少ないため不明な点が多い。最初のうちは高周波地震動 (HFT: High-Frequency Telescismic) と呼ばれていた。
隕石衝突
隕石の衝突に伴う地面の振動が地震計で感知されたものである。アポロ計画では179回観測されている。その地震の規模から月面に衝突している隕石の質量は500グラムから50キログラム程度と推定されている。
熱月震
月の昼夜の温度差が大きいために岩石が熱膨張と熱収縮を繰り返し、破壊される際の振動が地震計で感知されたものである。上記の月震の発生数にはカウントされていないが、実際には記録された月震の大部分を占める。地震計の近くの岩石を原因とする局所的な振動であるため、1つの地震計にしか記録されず他の月震と区別できる。発生数の変動が月の満ち欠けの周期と同期しており、また波形も常に類似している。
人工月震
アポロ計画の際に爆薬や不要になったロケットのブースターや着陸船を月面に衝突させることによって、人工的に月震を起こす実験が11回行われている。
地球の地震の解析によって地球の内部構造を知ることができるのと同様に、月震によって月の内部構造を知ることが可能である。
しかしアポロ計画で得られたデータは月の表側での観測に限られており充分ではない。JAXAのLUNAR-A計画においては月の裏側へも地震計を搭載したペネトレータを投下することを計画しており、この点を補完できるものと期待されていたが、2007年1月の計画見直し・中止にともない先行きは不透明なものとなった。ただし、ペネトレータ自体は今後も何らかの計画で運用される見通しである。